# Kazuma Ikarino
Kazuma Ikarino (碇野 壱馬 Ikarino Kazuma?), född 31 maj 1986 i Hiroshima prefektur, är en japansk fotbollsspelare.
Ikarino började sin karriär 2005 i Ohara JaSRA. 2008 flyttade han till AC Nagano Parceiro. Efter AC Nagano Parceiro spelade han för Renofa Yamaguchi FC. Han spelade 89 ligamatcher för klubben. Han avslutade karriären 2015.